# Diócesis de Khunti
La diócesis de Khunti (en latín: Dioecesis Khuntiensis y en inglés: Roman Catholic Diocese of Khunti) es una circunscripción eclesiástica de la Iglesia católica en India. Se trata de una diócesis latina, sufragánea de la arquidiócesis de Ranchi. Desde el 30 de noviembre de 2012 su obispo es Binay Kandulna.

## Territorio y organización
La diócesis tiene 3765 km² y extiende su jurisdicción sobre los fieles católicos de rito latino residentes en el estado de Jharkhand en el distrito de Khunti, la parroquia de Bandgaon del distrito del Singhbhum Occidental, la parroquia de Kudda del distrito de Gumla y la parte sudoriental del distrito de Ranchi.
La sede de la diócesis se encuentra en la ciudad de Khunti, en donde se halla la Catedral de San Miguel Arcángel. 
En 2021 en la diócesis existían 19 parroquias.

## Historia
La diócesis fue erigida el 1 de abril de 1995 con la bula Magnopere licuit del papa Juan Pablo II, obteniendo el territorio de la arquidiócesis de Ranchi.

## Estadísticas
Según el Anuario Pontificio 2022 la diócesis tenía a fines de 2021 un total de 95 293 fieles bautizados.
| Año                                                                             | Población            | Población | Población      | Sacerdotes | Sacerdotes    | Sacerdotes    | Bautizados por sacerdote | Diáconos permanentes | Religiosos | Religiosos | Parroquias |
| Año                                                                             | Bautizados católicos | Total     | % de católicos | Total      | Clero secular | Clero regular | Bautizados por sacerdote | Diáconos permanentes | Varones    | Mujeres    | Parroquias |
| ------------------------------------------------------------------------------- | -------------------- | --------- | -------------- | ---------- | ------------- | ------------- | ------------------------ | -------------------- | ---------- | ---------- | ---------- |
| 1999                                                                            | 72 917               | 801 179   | 9.1            | 48         | 26            | 22            | 1519                     |                      | 36         | 113        | 17         |
| 2000                                                                            | 72 872               | 811 745   | 9.0            | 51         | 27            | 24            | 1428                     |                      | 35         | 113        | 17         |
| 2001                                                                            | 72 987               | 818 537   | 8.9            | 47         | 27            | 20            | 1552                     |                      | 31         | 113        | 18         |
| 2002                                                                            | 73 893               | 821 382   | 9.0            | 50         | 29            | 21            | 1477                     |                      | 31         | 114        | 18         |
| 2003                                                                            | 73 992               | 816 204   | 9.1            | 51         | 32            | 19            | 1450                     |                      | 29         | 115        | 18         |
| 2004                                                                            | 79 609               | 856 600   | 9.3            | 60         | 31            | 29            | 1326                     |                      | 39         | 117        | 19         |
| 2006                                                                            | 81 989               | 872 569   | 9.4            | 61         | 32            | 29            | 1344                     |                      | 40         | 117        | 19         |
| 2013                                                                            | 88 492               | 935 000   | 9.5            | 74         | 29            | 45            | 1195                     |                      | 66         | 160        | 19         |
| 2016                                                                            | 92 041               | 971 000   | 9.5            | 86         | 30            | 56            | 1070                     |                      | 82         | 168        | 19         |
| 2019                                                                            | 94 252               | 1 006 150 | 9.4            | 86         | 32            | 54            | 1095                     |                      | 88         | 170        | 19         |
| 2021                                                                            | 95 293               | 909 000   | 10.5           | 83         | 35            | 48            | 1148                     |                      | 90         | 168        | 19         |
| Fuente: Catholic-Hierarchy, que a su vez toma los datos del Anuario Pontificio. |                      |           |                |            |               |               |                          |                      |            |            |            |

## Episcopologio
- Stephen M. Tiru † (1 de abril de 1995-3 de marzo de 2012 falleció)
- Binay Kandulna, desde el 30 de noviembre de 2012